# Pluvier siffleur
Charadrius melodus
Espèce
Statut de conservation UICN

 NT A3ce : Quasi menacé
Le Pluvier siffleur (Charadrius melodus) est une espèce de petits oiseaux limicoles de la famille des Charadriidae. 
De la taille d'un moineau et de couleur sable, il niche et se nourrit sur les plages de sable et de gravier. L'adulte a les jambes jaune-orange, une bande noire traversant le front de l'œil à l'œil et un anneau noir autour du cou pendant la saison de reproduction qui est souvent plus grand chez le mâle et qui sert à essayer d'attirer les femelles. Il court sur une courte distance puis s'arrête. Il est difficile à voir quand il est immobile car son plumage se marie bien avec le sable de la plage. Mâles et femelles sont difficiles, voire impossibles à distinguer. Simplement, au cours de la saison de reproduction les mâles ont généralement une large bande noire autour du cou alors que les femelles en ont une étroite.

## Sous-espèces
D'après la classification de référence (version 14.1, 2024) de l'Union internationale des ornithologues, le Pluvier siffleur possède 2 sous-espèces (ordre philogénique) :
- Charadrius melodus circumcinctus (Ridgway, 1874) : Ouest de l'Amérique du Nord ;
- Charadrius melodus melodus Ord, 1824 : Est de l'Amérique du Nord.

## Étymologie
Son nom vient des petits sifflets plaintifs souvent entendus avant que l'oiseau ne soit visible.

## Population
Sa population totale est actuellement estimée à environ 6 410 individus en 2003 dont  3 350 sur la côte atlantique à elle seule, soit 52 % du total. La population est en augmentation depuis 1991.

## Habitat et reproduction

Carte de répartition
Aire de nidification
Aire d'hivernage

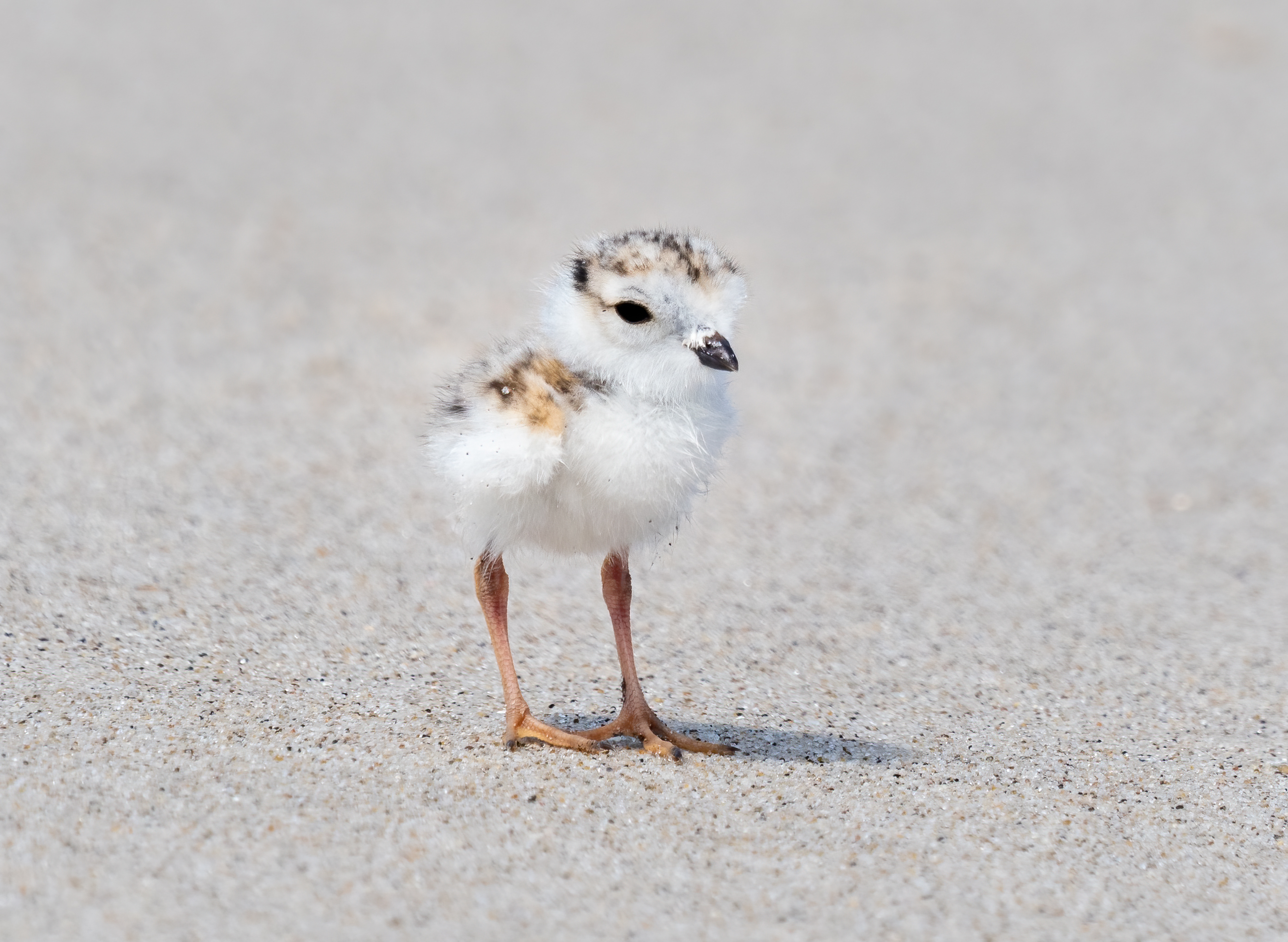
Pluvier siffleur poussin sur une plage du quartier Queens à New York.

Son habitat de reproduction est les plages ou les zones de sable sur la côte Atlantique, les rives des Grands Lacs et le centre-ouest du Canada et des États-Unis. Il niche directement sur les plages de sable ou de gravier.

## Alimentation
Il recherche sa nourriture sur les plages, le plus souvent par la vue, se déplaçant rapidement sur la plage sur de courtes distances. En règle générale, le Pluvier siffleur cherche sa nourriture dans la zone de marée haute et au bord de l'eau. Il mange principalement des insectes, des vers marins et des crustacés.